# Wapen van Berlicum

Het wapen van Berlicum

Het wapen van Berlicum werd op 16 juli 1817 aan de Noord-Brabantse gemeente Berlicum toegekend. Dit wapen werd op 17 mei 1973 vervangen door het wapen dat tot 1996 in gebruik bleef. Deze beide wapens bevatten een sprekend element, te weten een beer.
In 1996 is de gemeente opgegaan in de huidige gemeente Sint-Michielsgestel, hierbij werd een geheel nieuw gemeentewapen aangevraagd, zonder elementen die teruggaan op wapens van voorgaande gemeenten, waardoor elementen uit het wapen van Berlicum niet langer in gebruik zijn. Het wapen van Berlicum werd, zonder de kroon, hierna ingevoerd als een dorpswapen.

## Geschiedenis
Een eerste wapen, eigenlijk een zegel, van Berlicum is bekend van 1344. Ook dit zegel is, net als de latere wapens, sprekend en toont een beer die voor een groepje bomen staat. Later werd deze beer in het gemeentewapen vervangen door een mannelijk varken (dat wordt ook een beer genoemd) en het wapen werd in rijkskleuren uitgevoerd: een blauw schild met daarop een volledig gouden voorstelling. In 1973 werd het varken vervangen door een beer. Het schild werd van goud en de beer werd zwart.

## Blazoenering

Eerste wapen

Omdat het wapen aangepast werd zijn er twee wapenomschrijvingen voor het wapen van Berlicum bekend.

### Blazoenering van 1817
Het eerste wapen werd op 16 juli 1817 aan de gemeente Berlicum toegekend. 
Van azuur, beladen met een beer, staande op een terras, alles van goud.
Het wapen is blauw van kleur met daarop een gouden beer (mannelijk varken) dat op een gouden ondergrond staat. Dit zijn de zogenaamde rijkskleuren, omdat historische kleurstelling niet bekend was werd het wapen in deze kleuren verleend.

### Blazoenering van 1973
Het tweede wapen dat op 17 mei 1973 aan Berlicum toegekend werd had als beschrijving:
In goud een gaande beer van sabel. Het schild gedekt met een gouden kroon van 3 bladeren en 2 parels.
Het tweede wapen was goudkleurig met daarop een zwarte beer. Boven op het schild een gouden kroon van drie bladeren: een adel- en helmkroon.